# Буньяку, Альберт
Альбе́рт Бунья́ку (алб. Albert Bunjaku; 29 ноября 1983, Гнилане, СФРЮ) — косовский футболист швейцарского происхождения, нападающий.

## Клубная карьера
Когда Альберту было 8 лет, он переехал вместе с родителями в Швейцарию. Очень поздно записался первый раз в футбольную школу — в 13 лет. Прежде чем профессионально заняться футболом, Альберт лишь изредка играл в него, предпочитая этому виду спорта баскетбол.
Начинал карьеру как правый защитник. Первой профессиональной командой для Альберта стал «Шаффхаузен», в котором за два года он сыграл 39 матчей и забил три мяча. При нём команда выиграла челлендж-лигу — второй по значимости чемпионат Швейцарии. В январе 2006 года Альберт подписал двухлетний контракт с немецким клубом «Падерборн», но провёл за команду всего 10 матчей и забил 1 мяч, после чего оказался не нужен тогдашнему тренеру Йосу Лухукаю. Летом 2006 года Буньяку стал безработным.
Помог ему найти работу интересный случай. Его жена работала в бутике Падерборна, частично принадлежавшему жене бывшего тренера «Падерборна» Павла Дочева. Однажды, разговорившись с ней, супруга Альберта узнала, что Дочев, в то время работавший в эртфуртском «Рот-Вайссе», срочно нуждается в нападающем. В скором времени Буньяку стал игроком его команды.
Альберт привлёк внимание широкой общественности 10 августа 2008 года. В тот день проходил кубковый матч между «Рот-Вайссом» и мюнхенской «Баварией». Буньяку вышел на поле сразу после перерыва, а на 47-й и 67-й минутах положил два мяча в сетку ворот мюнхенцев. Это, правда, не спасло его команду, «Бавария» победила со счётом 4:3. Примечательно, что тот матч был первым официальным для Юргена Клинсмана на посту главного тренера баварцев.
Перешёл в «Нюрнберг» 2 февраля 2009 года. В бундеслиге дебютировал 15 августа 2009 года в матче против франкфуртского «Айнтрахта». Альберт вышел на 56-й минуте, а на 64-й уже забил гол.
4 июня 2014 года Буньяку перешёл в швейцарский «Санкт-Галлен», подписав контракт на 3 года.

## Статистика по сезонам

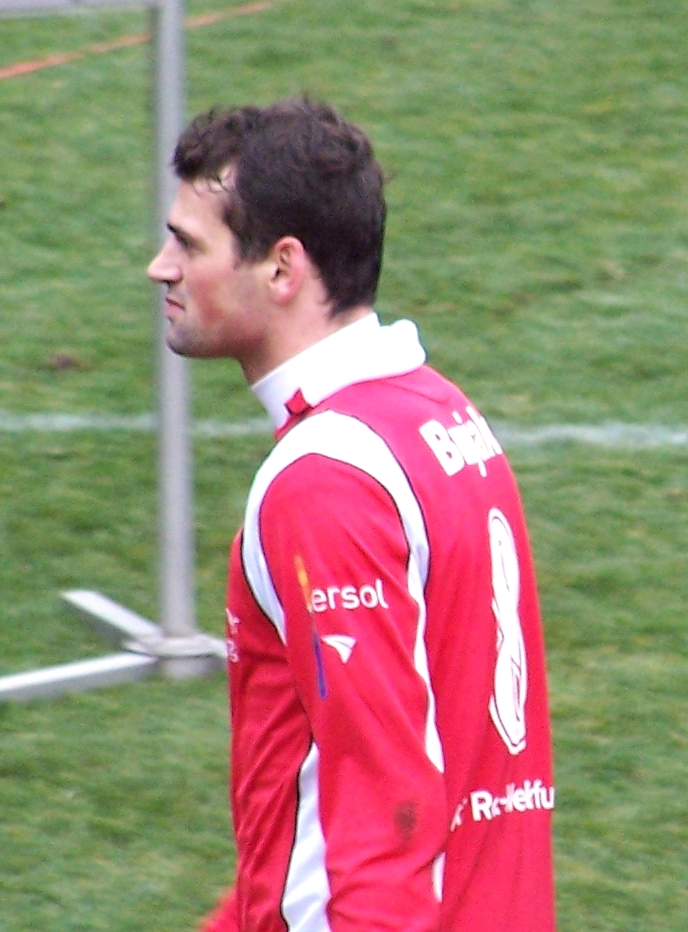
Буньяку в матче за Рот-Вайсс

| Сезон     | Клуб       | Лига                 | Матчи | Голы |
| --------- | ---------- | -------------------- | ----- | ---- |
| 2003/04   | Шаффхаузен | Челлендж-лига        | 0     | 0    |
| 2004/05   | Шаффхаузен | Суперлига            | 24    | 2    |
| 2005/06   | Шаффхаузен | Суперлига            | 15    | 1    |
| 2005/06   | Падерборн  | Вторая Бундеслига    | 10    | 1    |
| 2006/07   | Рот-Вайсс  | Регионаллига (север) | 28    | 9    |
| 2007-2008 | Рот-Вайсс  | Регионаллига (север) | 28    | 16   |
| 2008/09   | Рот-Вайсс  | Третья лига Германии | 18    | 9    |
| 2008/09   | Нюрнберг   | Вторая Бундеслига    | 7     | 1    |
| 2009/10   | Нюрнберг   | Бундеслига           | 28    | 12   |
| 2010/11   | Нюрнберг   | Бундеслига           | 3     | 0    |

## Карьера в сборной
14 ноября 2009 года дебютировал в составе национальной сборной своей страны. Это был домашний товарищеский матч против сборной Норвегии, который сборная Швейцарии проиграла со счётом 0:1.
2 июня 2010 года был включён в заявку сборной Швейцарии на чемпионат мира 2010 года, заменив в списке нападающего Марко Штреллера, надорвавшего мышцу левого бедра на тренировке.
| Дата           | Место проведения                   | Оппонент | Счёт | Голы | Соревнование                   | Ссылка |
| 14 ноября 2009 | Стад де Женев, Женева              | Норвегия | 0:1  | —    | Товарищеский матч              | [ 8 ]  |
| 3 марта 2010   | АФГ Арена, Санкт-Галлен            | Уругвай  | 1:3  | —    | Товарищеский матч              | [ 9 ]  |
| 21 июля 2010   | Нельсон Мандела Бей, Порт-Элизабет | Чили     | 0:1  | —    | Чемпионат мира по футболу 2010 | [ 10 ] |

| Матчи и голы Альберта Буньяку за сборную Косова | Матчи и голы Альберта Буньяку за сборную Косова | Матчи и голы Альберта Буньяку за сборную Косова    | Матчи и голы Альберта Буньяку за сборную Косова | Матчи и голы Альберта Буньяку за сборную Косова | Матчи и голы Альберта Буньяку за сборную Косова | Матчи и голы Альберта Буньяку за сборную Косова |
| №                                               | Дата                                            | Место проведения                                   | Соперник                                        | Счёт                                            | Голы                                            | Соревнование                                    |
| ----------------------------------------------- | ----------------------------------------------- | -------------------------------------------------- | ----------------------------------------------- | ----------------------------------------------- | ----------------------------------------------- | ----------------------------------------------- |
| 1                                               | 5 марта 2014                                    | Олимпийский стадион Адем Яшари, Косовска-Митровица | Гаити                                           | 0:0                                             | —                                               | Товарищеский матч                               |
| 2                                               | 21 мая 2014                                     | Олимпийский стадион Адем Яшари, Косовска-Митровица | Турция                                          | 1:6                                             | 1                                               | Товарищеский матч                               |
| 3                                               | 25 мая 2014                                     | Стад де Женев, Женева                              | Сенегал                                         | 1:3                                             | 1                                               | Товарищеский матч                               |
| 4                                               | 3 июня 2016                                     | Фольксбанк Штадион Франкфурт, Франкфурт-на-Майне   | Фареры                                          | 2:0                                             | 1                                               | Товарищеский матч                               |
| 5                                               | 5 сентября 2016                                 | Веритас, Турку                                     | Финляндия                                       | 1:1                                             | —                                               | Квалификация ЧМ 2018                            |
| 6                                               | 6 октября 2016                                  | Лоро Боричи, Шкодер                                | Хорватия                                        | 0:6                                             | —                                               | Квалификация ЧМ 2018                            |

Итого: 6 матчей / 3 гола; eu-football.info Архивная копия от 15 февраля 2018 на Wayback Machine.